# Urtezaar
Urtezaar est le mot basque désignant la « vieille année ». Dans plusieurs contrées du Pays basque, c'est par ce nom que l'on désigne le dernier jour de l'année. (Voir également Gabonzuzi)
Les feux jouent un rôle important dans les pratiques populaires relatives à cette dernière nuit. Il en va de même pour celles de Noël et de la Saint-Jean. À Gazeo et à Onraita (Alava) par exemple, après le repas on fait une flambée entre plusieurs familles. On y grille des châtaignes que l'on mange ensuite. Entretemps, les jeunes garçons mettent le feu à de vieilles outres et les accrochent à la pointe d'un bâton. Ils courent ainsi en criant:
« Erre pui erre. »
« Brûle lui le cul à la vieille année. »
Cette nuit, à Oleta, on allume dans la cheminée, un tronc de hêtre. Avec lui, on finit de brûler complètement le tronc de la dernière nuit de l'année précédente. Après le repas on l'amène à l'étable et on l'y laisse, afin d'éloigner les maladies du bétail. Le tronc possède des vertus spéciales dès l'instant où il a brûlé la nuit de Noël ou la dernière nuit de l'année. 
C'est avec ce feu qu'à Oiartzun (Guipuscoa) on prépare le repas du soir de la nuit de Noël.

## Étymologie
Urte zahar signifie « vieille année » en basque, de urte (« an, année ») et zahar (« vieux, vieille »). Le suffixe a désigne l'article : urte zahara se traduit donc par « la vieille année ».